# 304. п. н. е.

## Догађаји
- Други самнитски рат се формално завршава мировним споразумом према коме Самнити пристају на мир под строгим условима, али не толико разорним попут оних које су Римљани договорили са Етрурцима четири године раније. По споразуму, Рим не добија територије, али Самнити се одричу своје хегемоније над Кампанијом. Рим је такође успешан у окончању побуна међу племенима која окружују римску територију.